# Харт, Терри Джонатан
Те́рри Джо́натан Харт (англ. Terry Jonathan Hart; род. 1946) — астронавт НАСА. Совершил один космический полёт в качестве специалиста полета на шаттле «Челленджер» — STS-41C (1984), Подполковник ВВС США.

## Рождение и образование

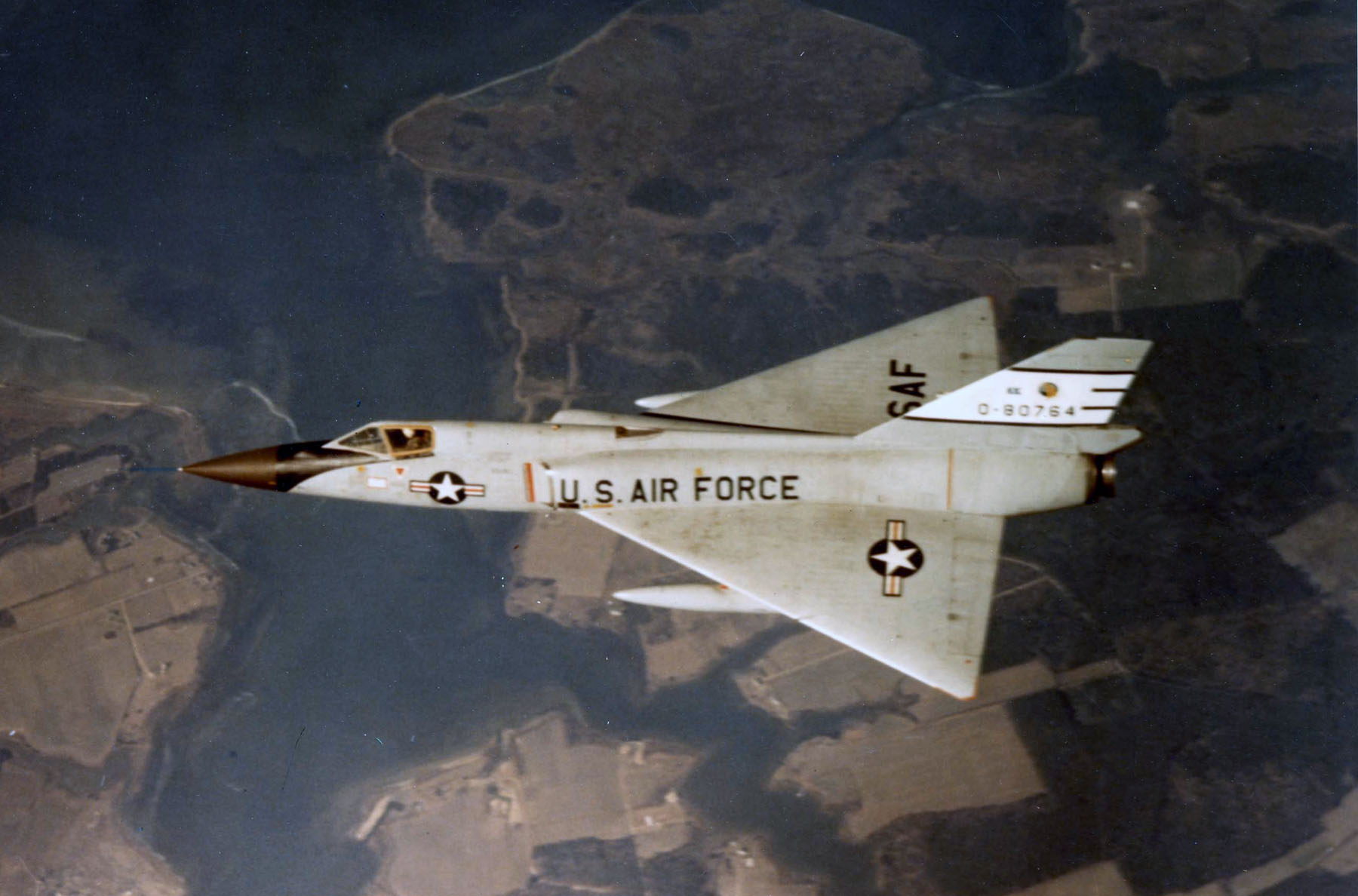
F-106 в полете.

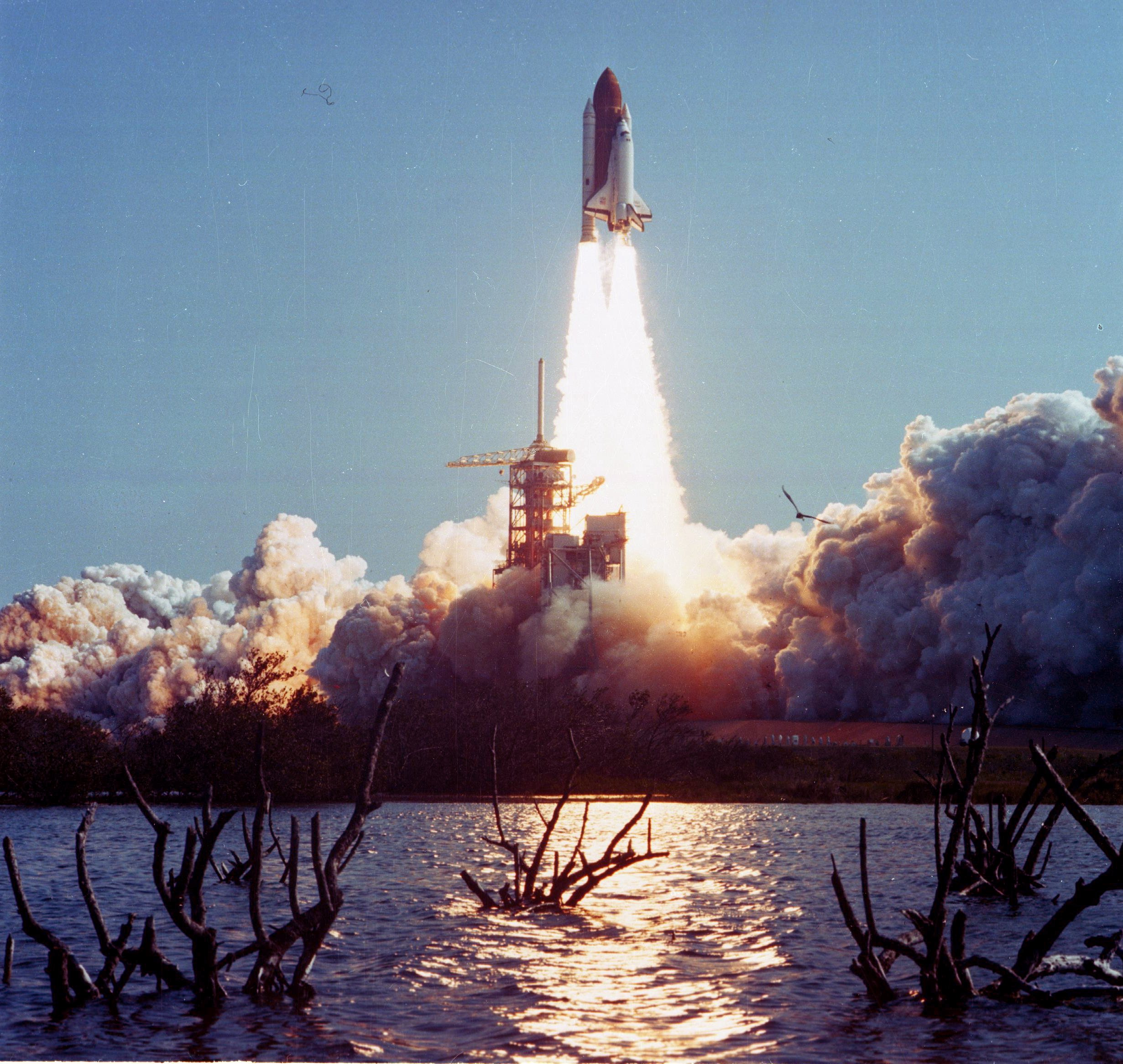
Стартует STS-41C.

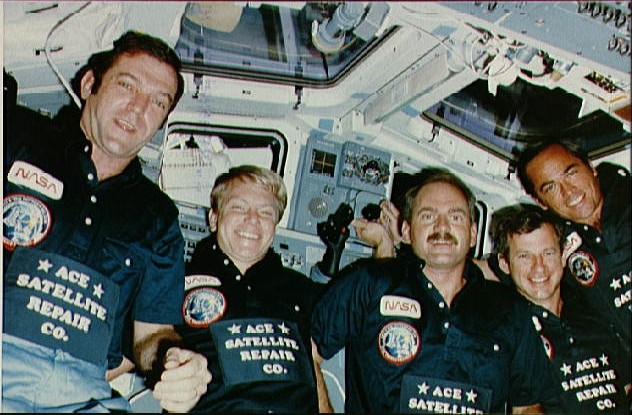
На орбите: Харт крайний справа.

Родился 27 октября 1946 года в городе Питтсбург, штат Пенсильвания. В 1964 году окончил среднюю школу в Питтцбурге.
В 1968 году окончил Университет Лехай в Пенсильвании и получил степень бакалавра наук по машиностроению. В 1969 году в Массачусетском технологическом институте получил степень магистра наук по мкханике. В 1978 году в Университете Ратгерса получил степень магистра наук по электротехнике. Член организации Выпускники Института инженеров электротехники и электроники.

## Военная карьера
В 1968—1970 годах работал в исследовательской лаборатории фирмы «Bell Telephone Laboratories». Участвовал в разработке различного оборудования, используемого компанией «Bell System». За это время получил два патента. На службе в ВВС США с июня 1969 года. Окончил начальную подготовку в качестве лётчика на базе ВВС Муди в Джорджии в декабре 1970 года. С декабря 1970 по 1973 год служил строевым пилотом перехватчика F-106 в составе частей Командования ПРО на базах ВВС Тиндэйл во Флориде, Лоринг в штате Мэн и Довер в штате Делавэр. С 1973 года перешёл на службу в ВВС Национальной гвардии штата Нью-Джерси и оставался летчиком до 1985 года. Общий налет составляет более 3 000 часов, из них не менее 2 400 на реактивных самолётах. Ушёл в отставку в 1990 году, подполковником.

## Космическая подготовка
16 января 1978 года зачислен в отряд астронавтов НАСА во время 8-го набора. Прошёл курс Общекосмической подготовки (ОКП) и в августе 1979 года был зачислен в Отдел астронавтов в качестве специалиста полета.
Входил в экипаж поддержки STS-1, STS-2, STS-3, и STS-7. Во время всех этих полетов выполнял так же функции оператора связи с экипажем в центре управления.

## Космические полёты
- Первый полёт — STS-41C[3], шаттл «Челленджер». C 6 по 13 апреля 1984 года в качестве специалиста полета. Продолжительность полёта составила 6 суток 23 часа 41 минуту[4].

Общая продолжительность полётов в космос — 6 суток 23 часа 41 минута.
Ушел из отряда астронавтов 15 июня 1984 года.

## После полёта
После ухода из НАСА, занимался частным бизнесом. В середине 90-х годов работал техническим директором и начальником производства сети линий спутниковой радиосвязи компании AT&T.

## Награды
Награждён: Медаль за службу национальной обороне (США), Медаль «За космический полёт».

## Семья
Жена — Уэнди Мэри Эберхарт, у них двое детей. Увлечения: гольф и работы по дереву.